# Austrarcturella spinipes
Austrarcturella spinipes är en kräftdjursart som beskrevs av Gary C.B. Poore och Bardsley 1992. Austrarcturella spinipes ingår i släktet Austrarcturella och familjen Austrarcturellidae. Inga underarter finns listade i Catalogue of Life.